# Järved
Järved är ett samhälle inom tätorten Örnsköldsvik beläget tre kilometer öster om centrum. Där bor ca          1 300 invånare fördelat på 580 hushåll.
I kyrkoboken år 1767 omnämns att det enbart fanns tre bönder i Järved, och var alltjämt glesbefolkad fram tills sågverket etablerades. Platsen växte därefter till ett större samhälle under den tid då Järveds sågverk var i drift (1866–1926) och under tiden AB Joh Hägglunds handsk- och skotillverkning var i drift (1895-1970). Järved kan därför sägas ha vuxit fram tack vare industrialiseringen. 

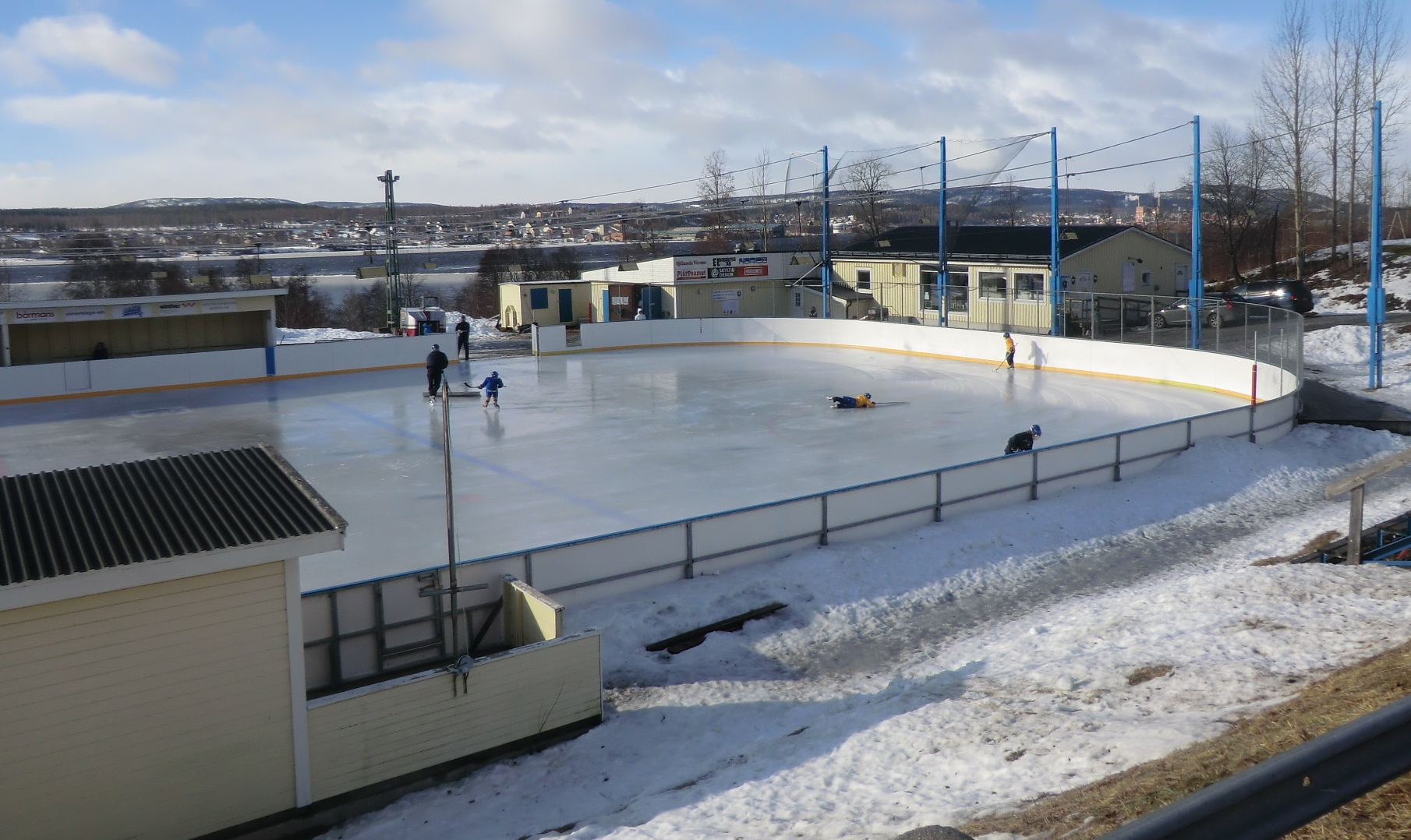
Järveds IF:s ishockeybana, vanligen kallad Getinghov.

I Järved finns bland annat ishockeyklubben Järveds IF som fostrat många hockeytalanger genom åren, såsom Markus Näslund, Daniel Sedin, Henrik Sedin och Hans Jonsson.
Även den socialdemokratiska politikern och debattören Linda Westerlind är uppvuxen här.   
Ortsnamnet Järved har haft olika stavningar, bl a under 1500-talet benämndes orten "Jerffe", därefter förfinandes namnet under åren till "Iävedh", "Iärved" respektive "Jerffwdh". Fram till 1900-talets mitt stavades namnet "Jerfed".    
Namnet Järved är härlett av ordet ed, som betyder smalt landsstycke. I detta ed uppehöll sig vilda djur, i synnerhet järv, varför byn fick heta Järv-ed. Platsen öster om Järved var troligen rovdjurens egentliga uppehållsort och gavs namnet Gluped, vilket torde betyda det "förskräckliga" eller "farliga" edet.

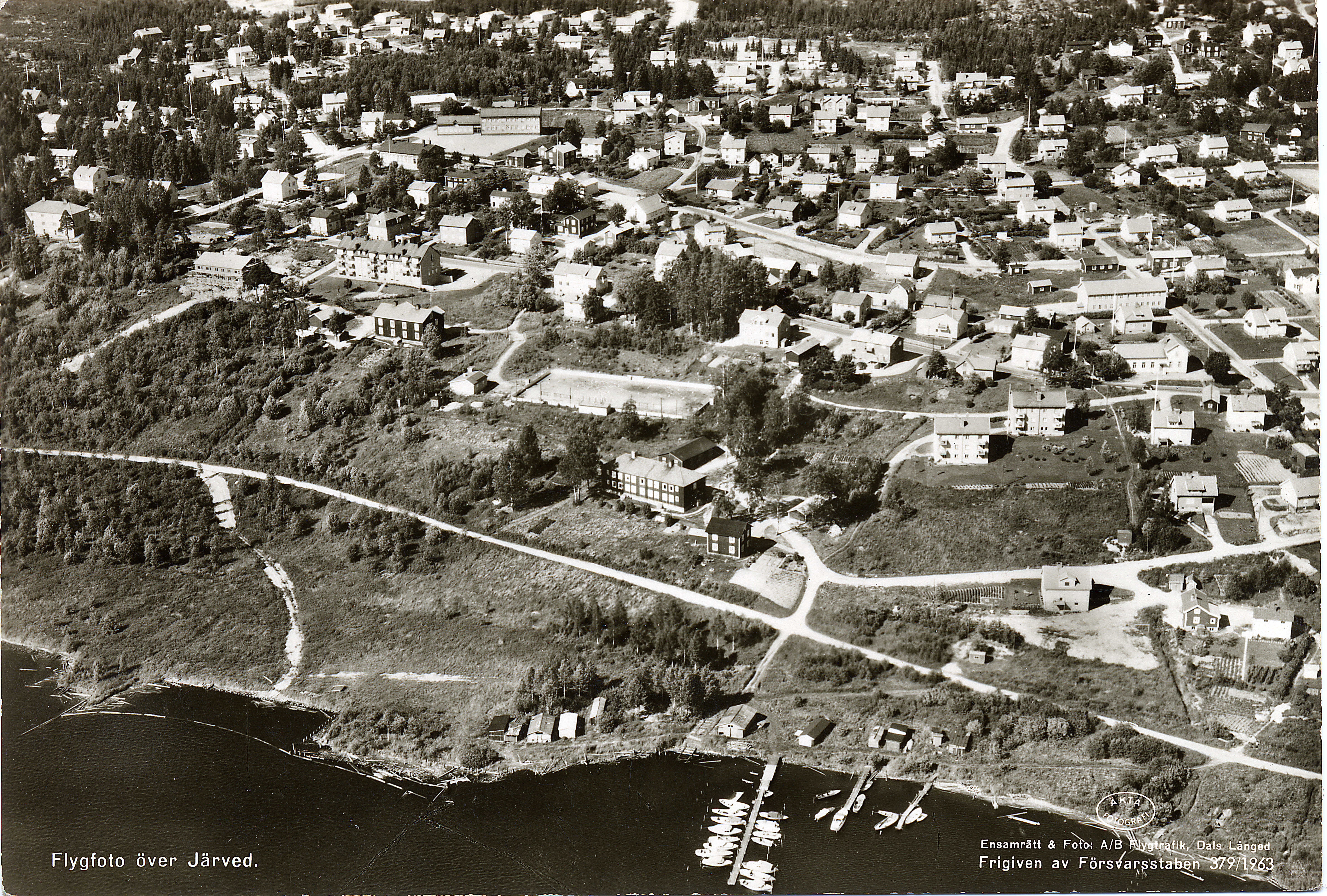
Flygfoto över Järved 1963.